# Dohrniphora rectilinearis
Dohrniphora rectilinearis är en tvåvingeart som beskrevs av Liu 2001. Dohrniphora rectilinearis ingår i släktet Dohrniphora och familjen puckelflugor. Inga underarter finns listade i Catalogue of Life.